# Filla (Schiff)
Die Filla ist eine Fähre des Shetland Islands Council.

## Geschichte
Das Schiff wurde unter der Baunummer B599 auf der Werft Stocznia Północna (Northern Shipyard) in Danzig gebaut. Die Kiellegung fand am 21. August, der Stapellauf am 11. Dezember 2002 statt. Die Fertigstellung des Schiffes erfolgte im Mai, die Indienststellung im Juni 2003.
Das Schiff wird vom Shetland Islands Council im Fährverkehr mit den Shetland-Inseln Whalsay und Out Skerries eingesetzt. Es ersetzte eine 1983 gebaute Fähre, die in Snolda umbenannt auf die Fährlinie nach Papa Stour verlegt wurde.
Der Entwurf des Schiffes stammte von Macduff Ship Design und Remontowa Marine Design & Consulting.
Benannt ist das Schiff nach der südwestlich von der zu den Out Skerries gehörenden Insel Housay liegenden, gleichnamigen Insel.

## Technische Daten und Ausstattung
Das Schiff wird von zwei Viertakt-Zwölfzylinder-Dieselmotoren des Herstellers Mitsubishi Heavy Industries (Typ: S12R-MPTA) mit jeweils 671 kW Leistung angetrieben. Die Motoren wirken über Untersetzungsgetriebe auf zwei Verstellpropeller. Das Schiff ist mit zwei Bugstrahlrudern mit jeweils 150 kW Leistung ausgestattet.
Für die Stromerzeugung an Bord stehen zwei Generatoren zur Verfügung, die von zwei Viertakt-Sechszylinder-Dieselmotoren des Herstellers Mitsubishi Heavy Industries mit jeweils 190 kW Leistung angetrieben werden. Weiterhin steht ein von einem Viertakt-Vierzylinder-Dieselmotor des Herstellers Mitsubishi Heavy Industries mit 114 kW Leistung angetriebener Notgenerator zur Verfügung.
Das Schiff verfügt über einen erhöhten Vorschiffsbereich, auf den die Decksaufbauten mit dem Steuerhaus aufgesetzt sind. Dahinter befindet sich ein 16,7 × 7,1 Meter großes, offenes Ladedeck für den Transport von Fahrzeugen oder Ladungsgütern. Unter dem Ladedeck befindet sich zwei Laderäume, die hydraulisch verschlossen werden. Die Laderäume können gekühlt werden. So können in ihnen auch temperaturgeführte Waren wie beispielsweise Fisch befördert werden. Das Deck ist für Fahrzeuge am Heck über eine Rampe zugänglich. Auf dem erhöhten Vorschiffsbereich ist ein Kran für den Umschlag verschiedener Ladungsgüter installiert, mit dem auch die Laderäume bedient werden können. Der Kran kann 39 t heben.
Auf dem offenen Ladedeck finden neun Pkw Platz. Das Deck kann mit 36 t belastet werden, in den 140 m³ großen Laderäumen können 100 t befördert werden. Das Schiff ist für die Beförderung von 30 Passagieren zugelassen, für die ein Aufenthaltsraum zur Verfügung steht. Die Besatzungsstärke beträgt fünf Personen.